# Anwaar ul Haq Kakar
Anwaar ul Haq Kakar (en urdu: انوار الحق کاکڑ‎; Muslim Bagh, 1971) es un político pakistaní que desempeñó como primer ministro interino de Pakistán desde el 14 de agosto de 2023hasta el 3 de marzo de 2024.

## Biografía
Nació el año de 1971 en Muslim Bagh, en el distrito de Killa Saifullah, provincia de Baluchistán. Pertenece a la tribu Kakar de la etnia pastún. Consiguió una maestría en ciencias políticas y Sociología en la Universidad de Baluchistán. También cursó el Taller de Seguridad Nacional de la Universidad de Defensa Nacional de Islamabad.
Comenzó su carrera política en 2008. Fungió como portavoz del gobierno provincial de Baluchistán entre diciembre de 2015 y enero de 2018. En 2018, compitiendo como candidato independiente, fue elegido al Senado de Pakistán en representación de la provincia de Baluchistán. Juramentó al cargo el 12 de marzo.
Como senador, fue presidente del Comité de Pakistaníes en el Extranjero y Desarrollo de Recursos Humanos. También fue miembro de los comités en Asesoría Empresarial, Finanzas e Ingresos, Relaciones Exteriores, y Ciencia y Tecnología. Es uno de los fundadores del Partido Awami de Baluchistán.
Tras la disolución de la Asamblea Nacional de Pakistán el 10 de agosto de 2023, fue nominado como primer ministro interino por mutuo acuerdo entre el primer ministro Shehbaz Sharif y el líder de oposición Raja Riaz Ahmad Khan. Asumió el cargo el 14 de agosto, mismo día que renunció a su puesto como senador.